# Política da Nigéria

Selo do Presidente da República Federal da Nigéria

A política da Nigéria realiza-se numa combinação de uma República federativa Democracia representativa Presidencial, pelo qual o Presidente da Nigéria (Muhammadu Buhari)é tanto chefe de estado como a chefe do governo, e de um sistema de pluripartidarismo. O Poder executivo é exercido pelo governo. O Poder legislativo é investido em ambos os governos e as duas câmaras da legislatura, a Câmara dos Representantes e do Senado. O Senado da Nigéria é a câmara alta da casa legislativa enquanto a Câmara dos Representantes é a câmara baixa; em conjunto eles compõem o corpo legislativo na Nigéria chamada a Assembleia Nacional. A mais alta magistratura do governo é a Suprema Corte da Nigéria. A Nigéria também pratica, a teoria da separação dos poderes do Barão de Montesquieu. A organização Nacional funciona como um guardião para os excessos do ramo executivo do governo.

## Poder executivo
O presidente é a pessoa escolhida pelo povo. Ele é tanto o chefe de Estado, chefe de governo e chefes do Conselho Executivo Federal. Nigéria tem uma presidência rotativa de modo que as três grandes regiões da Nigéria (a Norte, a Leste e a Oeste) partilham o controle político do país.
O poder executivo está dividido nas seguintes Ministérios: 

## Poder legislativo

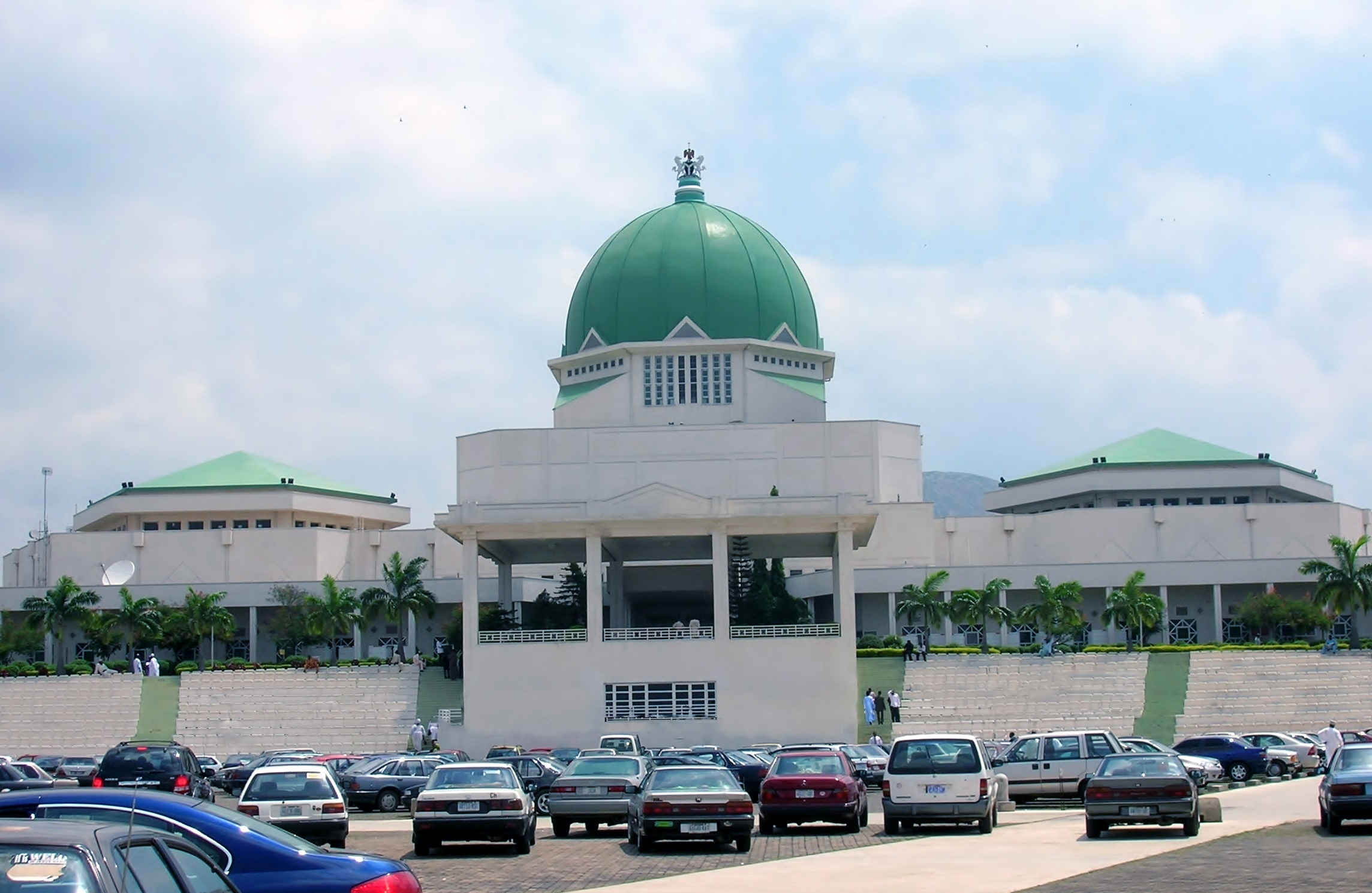
Câmara dos Representantes da Nigéria.

A Assembleia Nacional da Nigéria tem duas câmaras. A Câmara dos Representantes é presidida pelo Orador da Câmara dos Representantes. Ela tem 360 membros, eleitos para um mandato de quatro anos na sede única de eleitorados. O Senado é presidido pelo Presidente do Senado. Ele tem 109 membros, eleitos para um mandato de quatro anos, sendo três lugares para cada um dos 36   eleitorados (correspondendo aos 36 estados do país) e um assento em um eleitorado de sede única (o território federal, Território da Capital Federal).
|                                     |                |               |
| CARGO                               | NOME           | PERÍODO       |
|                                     |                |               |
| Presidente do Senado                | David Mark     | 2007–presente |
| Orador da Câmara dos Representantes | Dimeji Bankole | 2007–presente |

## Poder judiciário
O Poder judiciário consiste principalmente da Suprema Corte da Nigéria, que é o mais alto tribunal no país.  Ele é presidido pelo Chefe de Justiça da Nigéria e treze juízes associados, nomeados pelo Presidente da Nigéria, por recomendação do Conselho Judicial Nacional e sujeita a confirmação pelo Senado.
|                  |                              |                 |
| CARGO            | NOME                         | PERÍODO         |
|                  |                              |                 |
| Chefe de Justiça | Idris Legbo Kutigi           | 2007–incumbente |
| juíz Associado   | Sylvester Umaru Onu          | 1993–incumbente |
| juíz Associado   | A. I. Katsina-Alu            | 1998–incumbente |
| juíz Associado   | Umaru Atu Kalgo              | 1998–incumbente |
| juíz Associado   | Niki Tobi                    | 2002–incumbente |
| juíz Associado   | Dahiru Musdapher             | 2003–incumbente |
| juíz Associado   | G. A. Oguntade               | 2004–incumbente |
| juíz Associado   | Sunday A. Akintan            | 2004–incumbente |
| juíz Associado   | A. M. Mukhtar                | 2005–incumbente |
| juíz Associado   | Mahmud Mohammed              | 2005–incumbente |
| juíz Associado   | Walter Samuel Nkanu Onnoghen | 2005–incumbente |
| juíz Associado   | Ikechi Francis Ogbuagu       | 2005–incumbente |
| juíz Associado   | F. F. Tabai                  | 1999–incumbente |
| juíz Associado   | Ibrahim Tanko Muhammad       | 2007–incumbente |

## Partidos políticos e eleições
Para os outros partidos políticos ver Lista de partidos políticos na Nigéria. Uma visão geral sobre eleições e os resultados das eleições, está incluída em Eleições na Nigéria.
| Candidatos                                             | Partidos                                               | Votos válidos | %     |
| ------------------------------------------------------ | ------------------------------------------------------ | ------------- | ----- |
| Umaru Yar'Adua                                         | Partido Democrático do Povo                            | 24 638 063    | 69.60 |
| Muhammadu Buhari                                       | Partido de Todos os Povos da Nigéria                   | 6 605 299     | 18.66 |
| Atiku Abubakar                                         | Congresso Ação da Nigéria                              | 2 637 848     | 7.45  |
| Orji Uzor Kalu                                         | Aliança Popular Progressista                           | 608 803       | 1.73  |
| Attahiru Bafarawa                                      | Partido Popular Democrático                            | 289 324       | 0.82  |
| Chukwuemeka Odimegwu Ojukwu                            | Aliança pela Democracia                                | 155 947       | 0.44  |
| Demais candidatos                                      | Demais partidos                                        | 353 700       | 1.30  |
| Fonte: Comissão Nacional Eleitoral Independente (INEC) | Fonte: Comissão Nacional Eleitoral Independente (INEC) | 35 288 984    | 100.0 |

| Candidatos                                             | Partidos                                               | Votos válidos | %     |
| ------------------------------------------------------ | ------------------------------------------------------ | ------------- | ----- |
| Goodluck Jonathan                                      | Partido Democrático do Povo                            | 22 495 187    | 58.87 |
| Muhammadu Buhari                                       | Congresso para a Mudança Progressista                  | 12 214 853    | 31.97 |
| Nuhu Ribadu                                            | Congresso Ação da Nigéria                              | 2 079 151     | 5.44  |
| Ibrahim Shekarau                                       | Partido de Todos os Povos da Nigéria                   | 917 012       | 2.40  |
| Demais candidatos                                      | Demais partidos                                        | 503 775       | 1.32  |
| Fonte: Comissão Nacional Eleitoral Independente (INEC) | Fonte: Comissão Nacional Eleitoral Independente (INEC) | 38 209 978    | 100.0 |

A Nigéria é uma república federativa composta por 36 estados e o Território da Capital Federal. Abuja é capital desde 1982, e é o centro de decisões do país. As concentrações urbanas mais importantes, porém, são Lagos, a ex-capital, com cerca de 10 milhões de habitantes, Ibadan e Kano. O presidente da Nigéria é o general Olusegun Obasanjo, que é conhecido por ter sido o primeiro líder militar africano a ter entregado o poder para um civil, em 1979. Vinte anos depois, ele se tornou um líder civil, venceu as eleições presidenciais e substituiu os militares no poder.

## Divisões administrativas
A federação é dividida em 36 estados e um território federal: Abia, Adamawa, Akwa Ibom, Anambra, Bauchi, Bayelsa, Benue, Borno, Cross River, Delta, Ebonyi, Edo, Ekiti, Enugu, Gombe, Imo, Jigawa, Kaduna, Kano, Katsina, Kebbi, Kogi, Kwara, Lagos, Nasarawa, Níger, Ogun, Ondo, Osun, Oyo, Plateau, Rivers, Sokoto, Taraba, Yobe, Zamfara e o Território da Capital Federal.
Cada estado é ainda dividido em Áreas de Governos locais (LGAs).  Existem 774 LGAs na Nigéria.  Para cada Estado eles são enumerados no artigo. O estado Kano tem o maior número 44 LGAs, e Bayelsa tem o menor número 9. O Território da Capital Federal tem 6 LGAs.